# Niedermünsterkirche

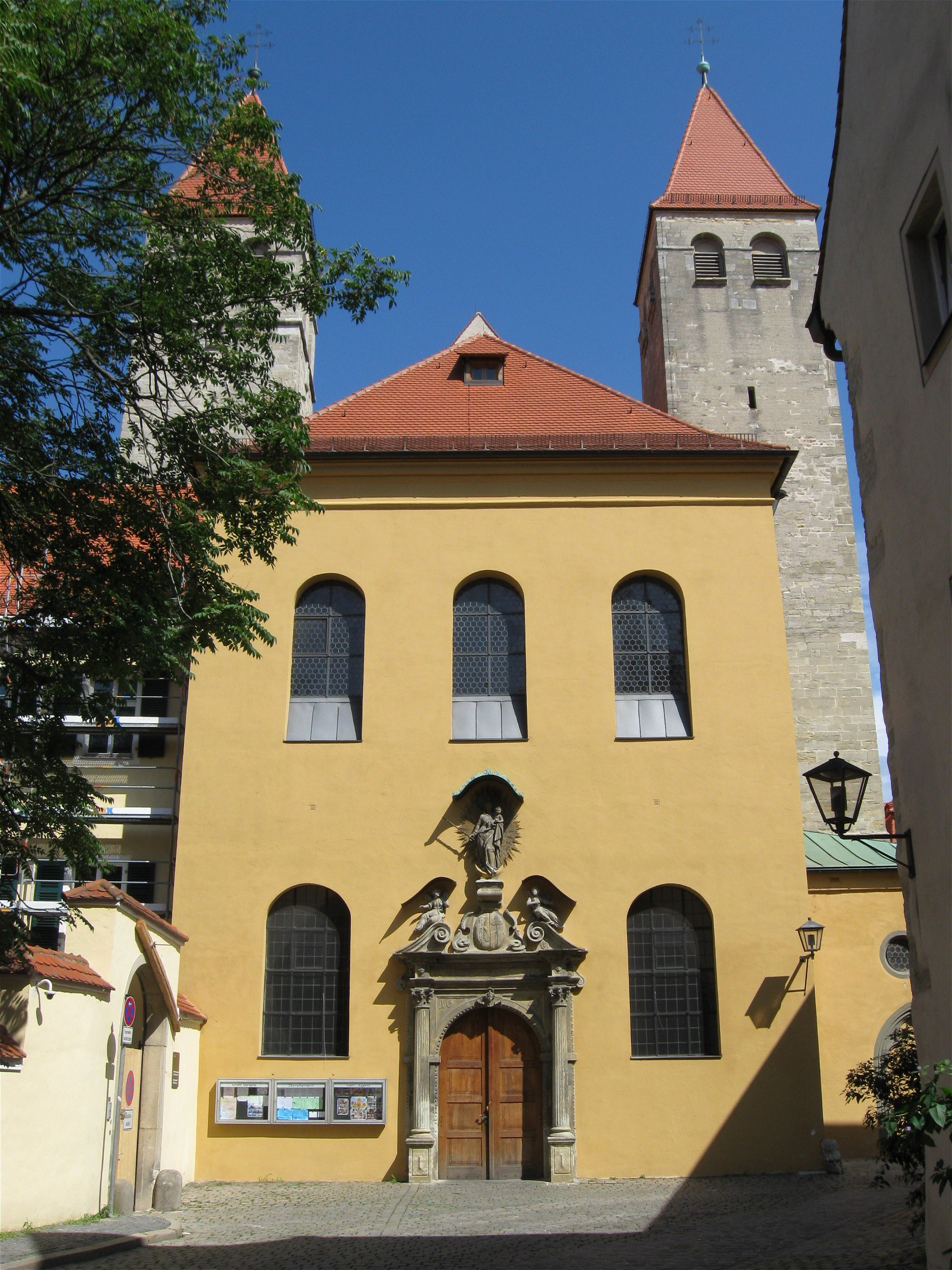
Niedermünsterkirche

Die um 1150 am Ende der Romanik errichtete und im 17. Jahrhundert barockisierte Niedermünsterkirche in Regensburg war die Kirche des ehemaligen Kanonissenstiftes der 1803 im Zuge der Säkularisation in Bayern aufgelösten Reichsabtei Niedermünster. Nach der 1810 damit einhergehenden Übertragung der Gebäude an das Königreich Bayern dient die Niedermünsterkirche seit 1824 als Dompfarrkirche.

## Gebäude und Geschichte
Auf dem Gebiet der Niedermünsterkirche lagen zunächst im zweiten und dritten Jahrhundert Militärgebäude. Seit dem sechsten Jahrhundert gehörte das Areal den bayerischen Stammesherzögen, die es als Residenz nutzten. Eine erste Saalkirche von 10 mal 23 Metern wurde um 700 errichtet. In ihr wurde innen an der Nordwand der Wanderbischof Erhard bestattet. Teile der Grundmauern sind noch erhalten. Bei dieser Kirche könnte es sich um die erste Bischofskirche von Regensburg handeln. Dies ist auch deswegen plausibel, weil die frühen Wanderbischöfe am herzöglichen Hof wirkten. In der Kirche wurden daher auch die Bischöfe Erhard und Albert von Cashel beigesetzt.
Im späten 8. Jahrhundert entstand ein größerer, 12 mal 27 Meter messender einschiffiger Nachfolgerbau. Er diente vermutlich bereits Herzog Tassilo III. von Bayern (reg. 748–788) als Klosterkirche des von ihm 788 gegründeten und 889 erstmals erwähnten Klosterstifts Niedermünster, das zu den ältesten Klöstern in Bayern zählt und zu Ehren Maria Himmelfahrt sowie des Hl. Erhards geweiht ist.
Kurz vor 955 wurde die Saalkirche durch eine deutlich größere dreischiffige Basilika mit Querhaus und drei Apsiden ersetzt. Sie maß 21 mal 48 Meter und teilte mit dem ersten Kirchenbau die Nordmauer. In diesem Neubau wurde 955 Herzog Heinrich I. von Bayern und 985 seine Gemahlin Judith beigesetzt. Niedermünster war als Grablege des Herzogshauses konzipiert, auch Gisela von Burgund, die Gemahlin von Heinrich dem Zänker wurde hier neben zwei weiteren, nicht näher bekannten Mitgliedern des Herzogshauses bestattet.
Am 20. November 1002 erhob König Heinrich II., der frühere bayerische Herzog Heinrich IV., die Abtei Niedermünster zur Reichsabtei, die damit auch nicht mehr unter der Metropolitangewalt der Regensburger Bischöfe stand.
Zwischen 1060 und 1070 wurde an die Kirche eine romanische Vorhalle angebaut. In der Barockzeit wurde dieser ein erstes Stockwerk hinzugefügt, das heute die bischöfliche Hauskapelle enthält.
1152 beschädigte ein Brand die Niedermünsterkirche. Ab etwa 1146 wurde die Niedermünsterkirche im romanischen Stil neu errichtet. Dieser Bau ist heute noch weitgehend erhalten. Der Brand hatte hauptsächlich den Südturm beschädigt, der von 1200 bis 1220 im oberen Teil neu errichtet wurde. Nach einem weiteren Brand 1280 wurde die Kirche abermals erneuert, ohne dabei in die grundlegende Architektur einzugreifen.
Im 17. und 18. Jahrhundert wurde die Kirche modernisiert und mit bedeutenden Kunstwerken ausgestattet u. a. einem monumentalen Bronzekruzifix und der trauernden Magdalena von Georg Petel. Der Dachstuhl in der heutigen Form stammt aus der Barockzeit. Nach der Säkularisation ging die Kirche ins Eigentum Bayerns über und wird seit 1821 anstelle der Kirche St. Ulrich als Dompfarrkirche genutzt. Im Zweiten Weltkrieg wurde der Kreuzgang der Niedermünsterkirche durch Bomben schwer beschädigt.

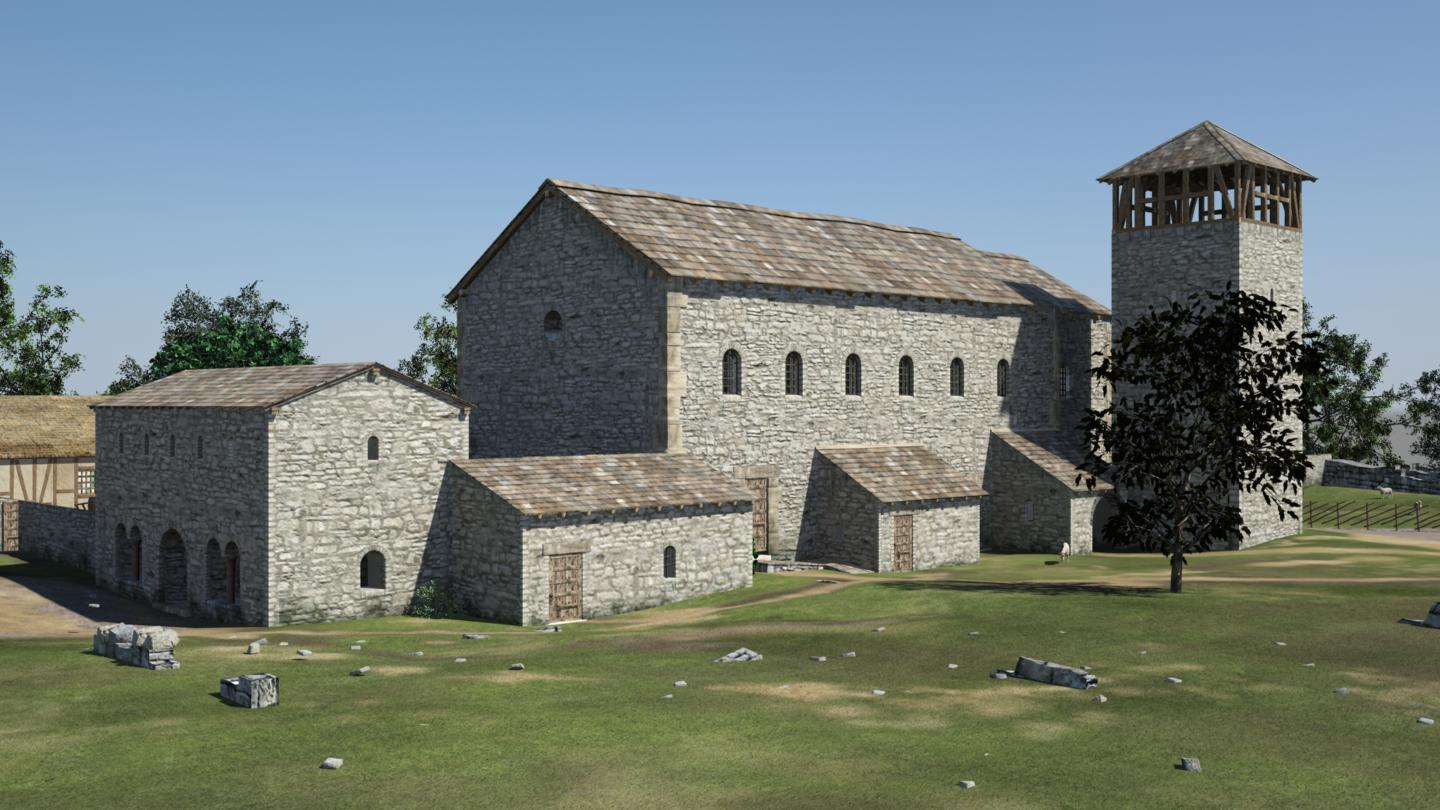
Fotorealistische Rekonstruktion der um 780 errichteten Pfalzkapelle als Vorgängerbau zur Zeit der Karolinger
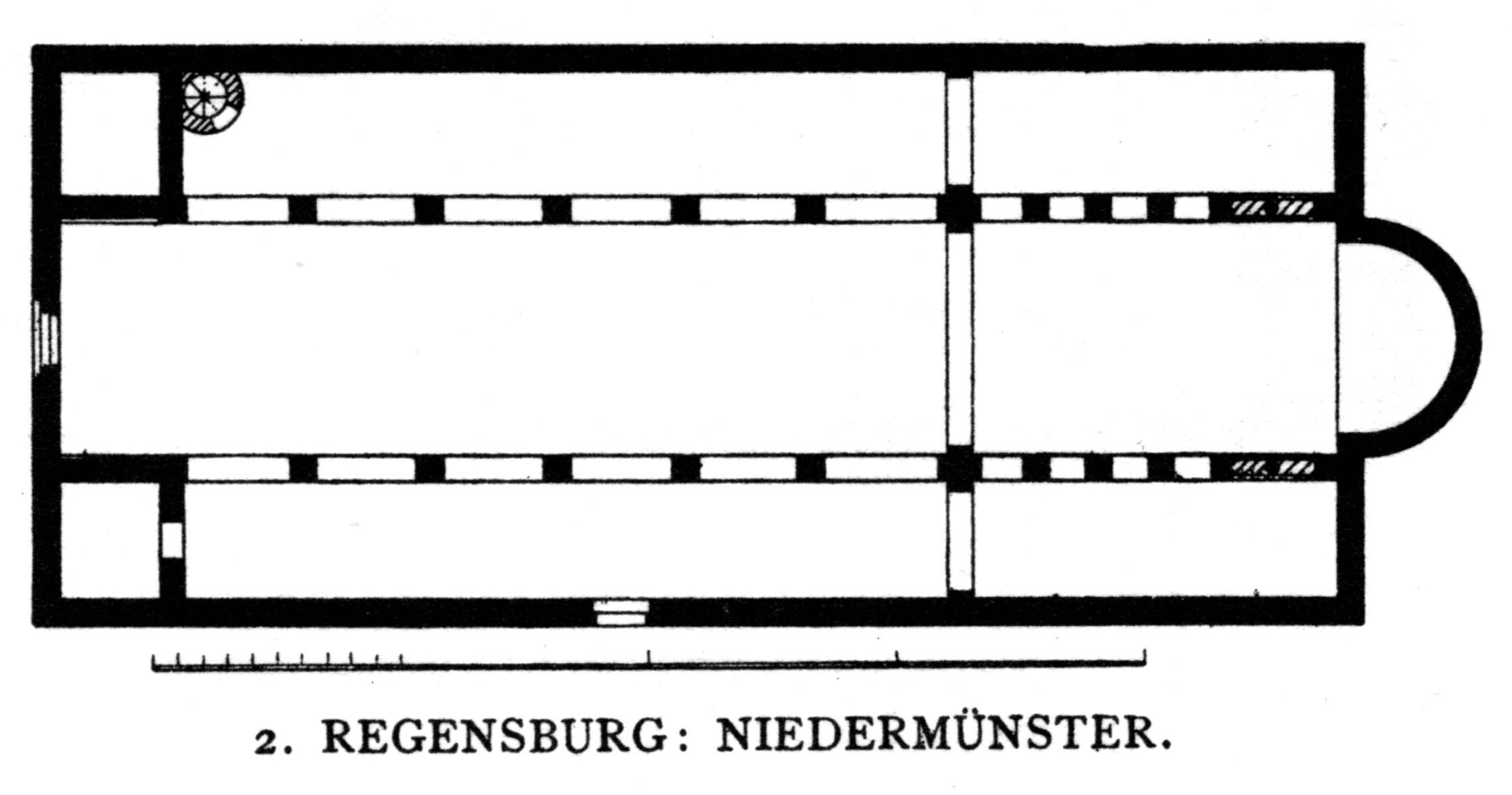
Grundriss der romanischen Basilika aus der Zeit um 1150
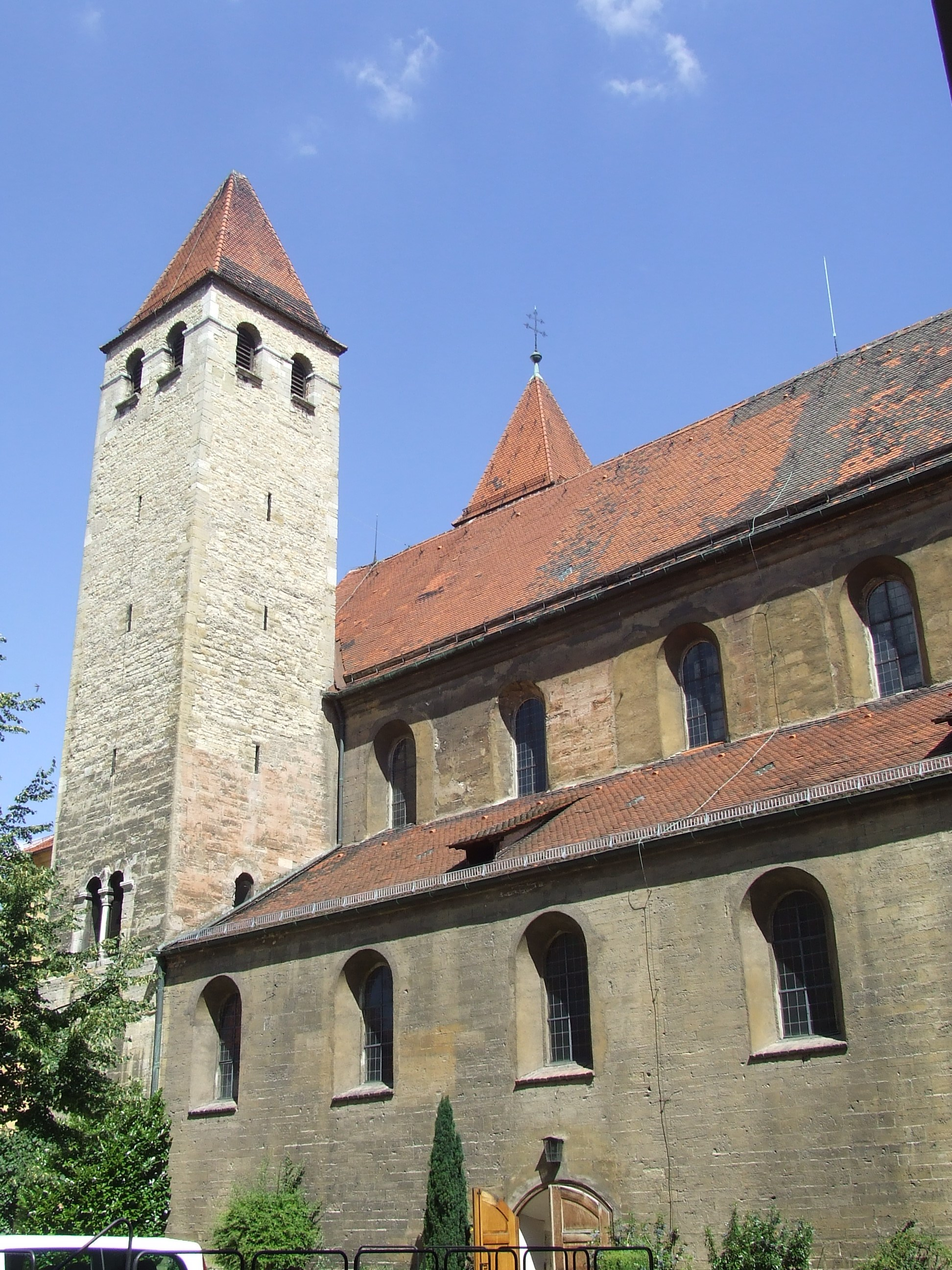
Südansicht des romanischen Neubaus aus der Zeit um 1150
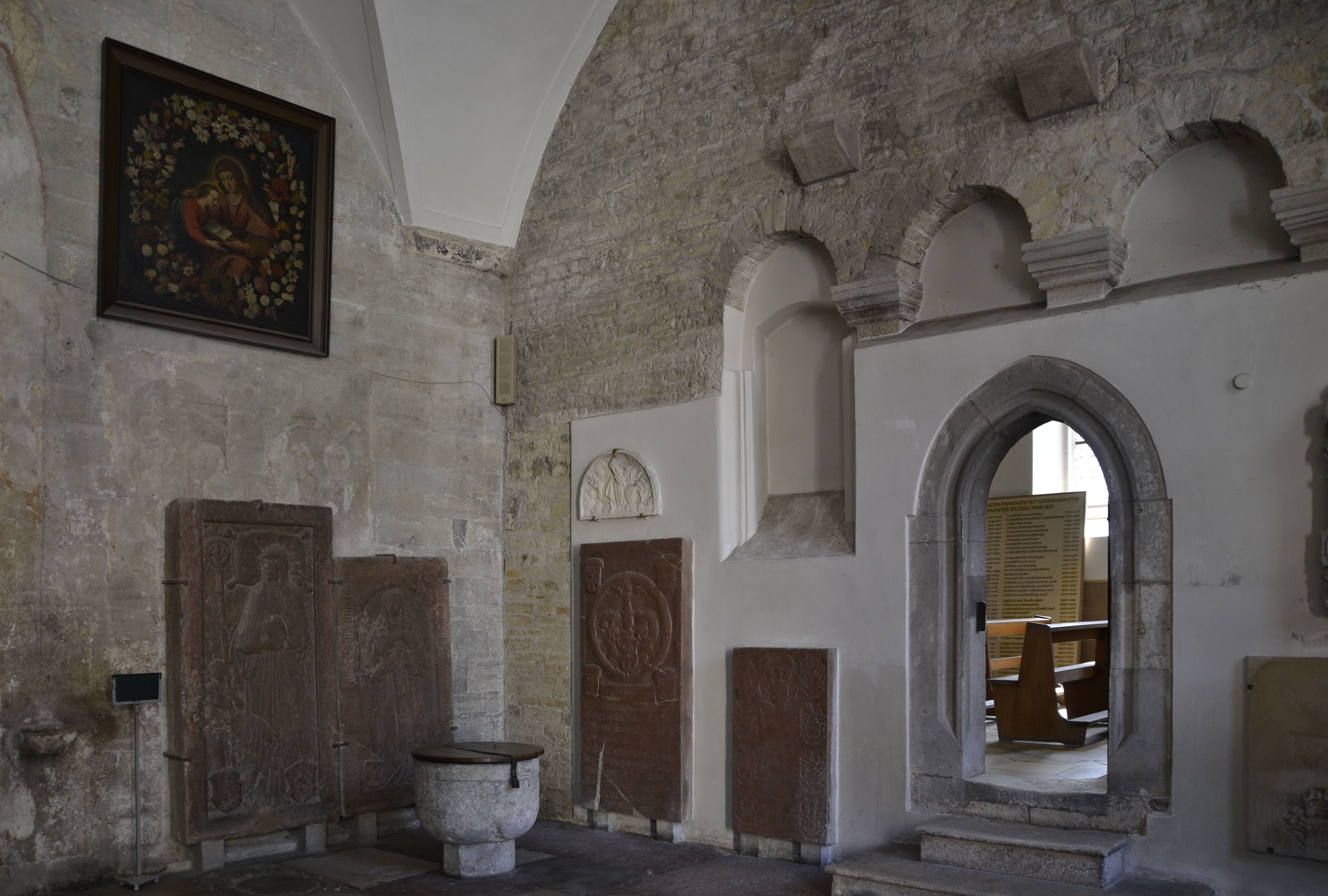
Westliche Eingangshalle aus der Zeit um 1150 mit Bauteilen der Romanik
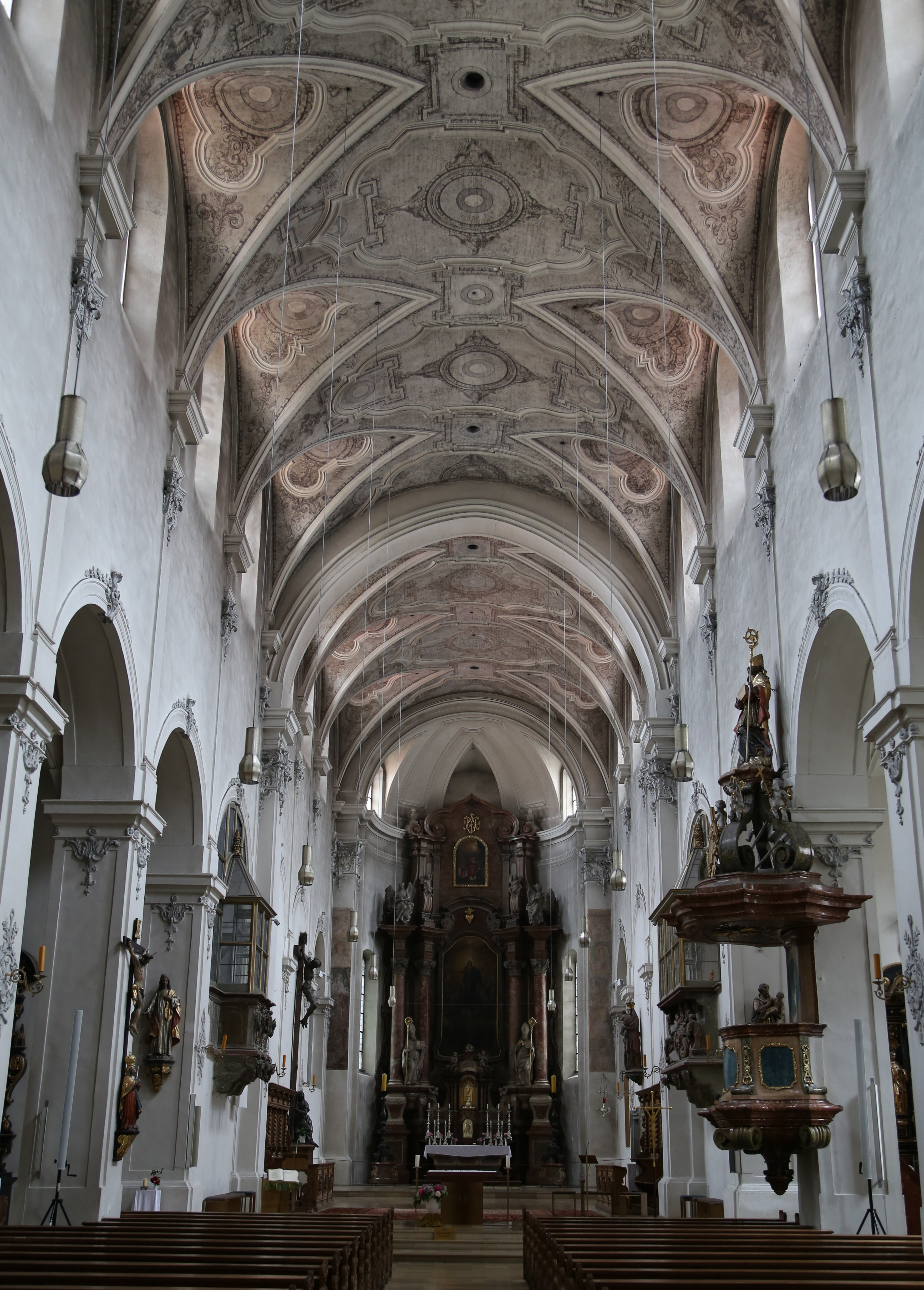
Die im Barock neu dekorierte Basilika aus der Zeit um 1150

Bei Ausgrabungen in den Jahren 1963 bis 1968 wurden Fundamente römischer Militärgebäude und der Vorgängerbauten der heutigen Kirche ab etwa 700 freigelegt. Diese sind nur mit Führung zu besichtigen. Die Funde und virtuelle Rekonstruktionen werden in der Ausstellung document niedermünster der Öffentlichkeit zugänglich gemacht.
Nach Sturmschäden im Jahr 2004 wurden ab 2007 umfangreiche Renovierungsarbeiten an der Bedachung von Turm und Längsschiff vorgenommen. Die Niedermünsterkirche gehört heute zur Dompfarrei. Bis zum 13. Jahrhundert war der Dom gleichzeitig auch Pfarrkirche, zwischen 1230 und 1824 die Kirche St. Ulrich. Seit 1824 ist die Niedermünsterkirche Dompfarrkirche.
Jeden Samstag findet bei freiem Eintritt die halbstündige Mittagsmusik 5nachzwölf statt. Ihr Programm umfasst sowohl klassische und geistliche Musik vom Mittelalter bis in die Moderne als auch Jazz und Weltmusik mit verschiedenen Besetzungen und Instrumenten.

## Die Niedermünsterkirche als letzte Ruhestätte
Folgende Personen wurden im Niedermünster beigesetzt: der heilige Erhard, der selige Albert von Cashel, Heinrich I. von Bayern, seine Frau Judith und deren Schwiegertochter Gisela von Burgund, Ehefrau von Heinrich II. der Zänker.

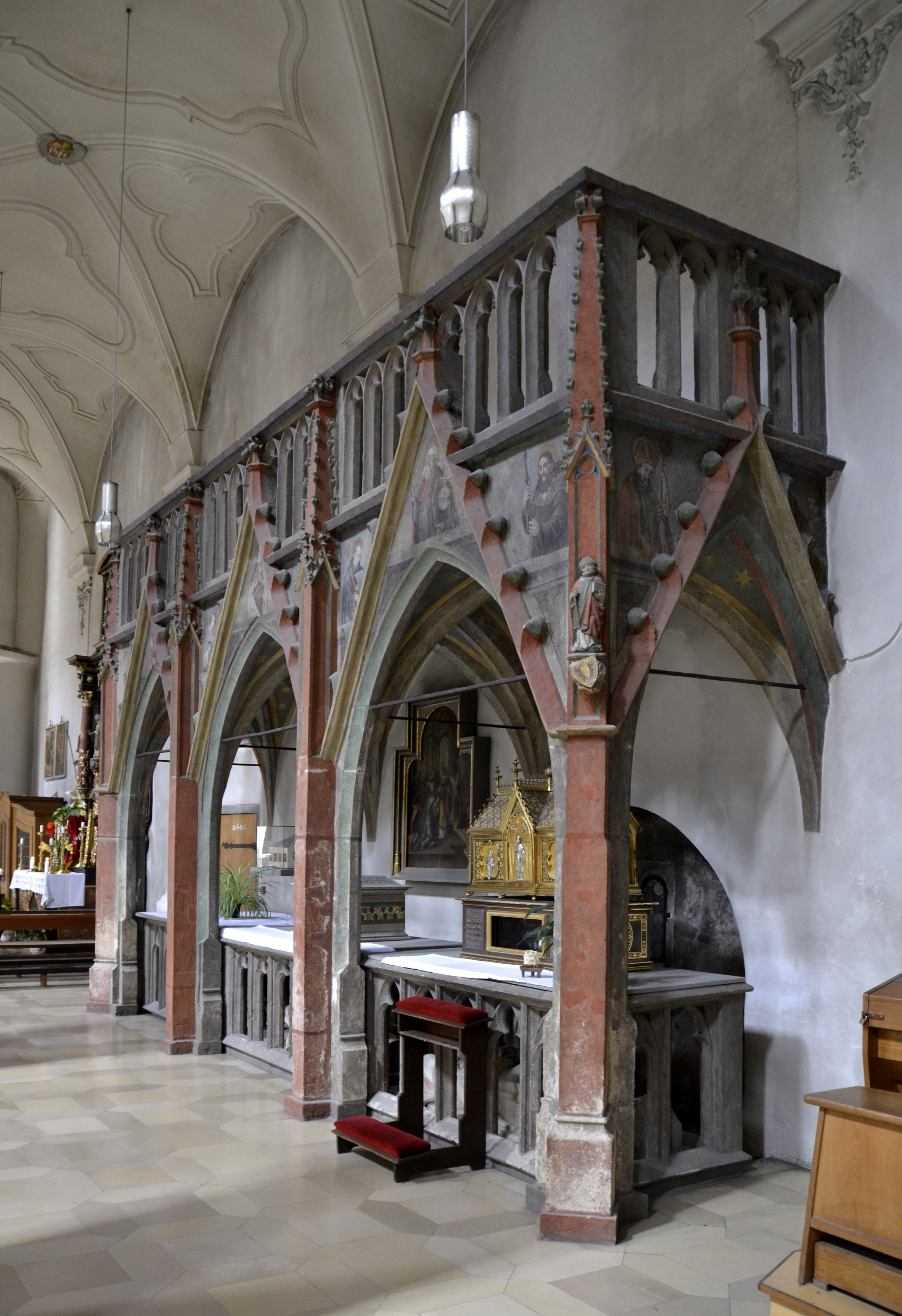
Gotischer Grabbaldachin u. a. über dem Erhardi-Schrein an der Nordmauer der Kirche
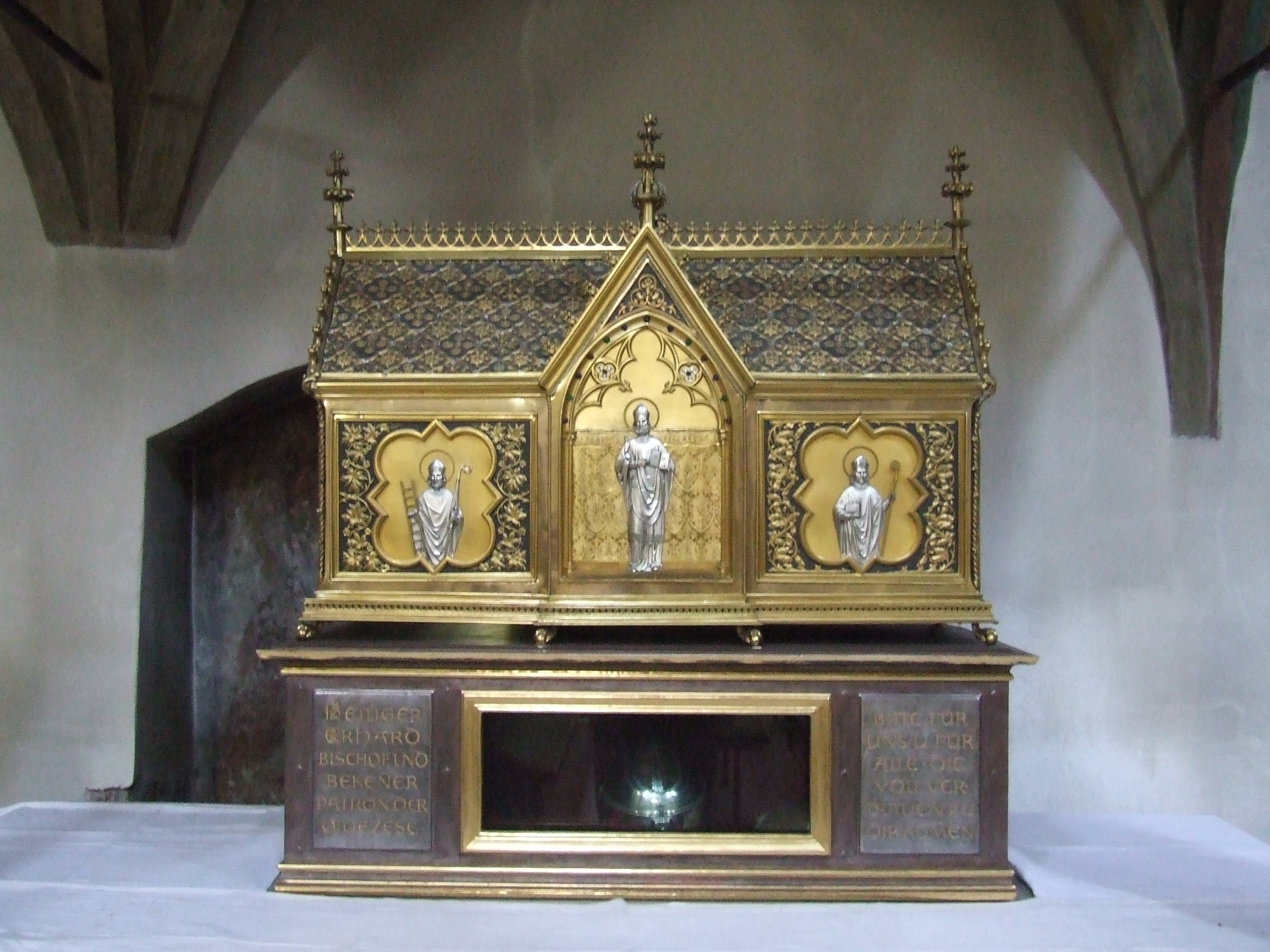
Erhardi-Schrein, Reliquien des Hl. Erhard
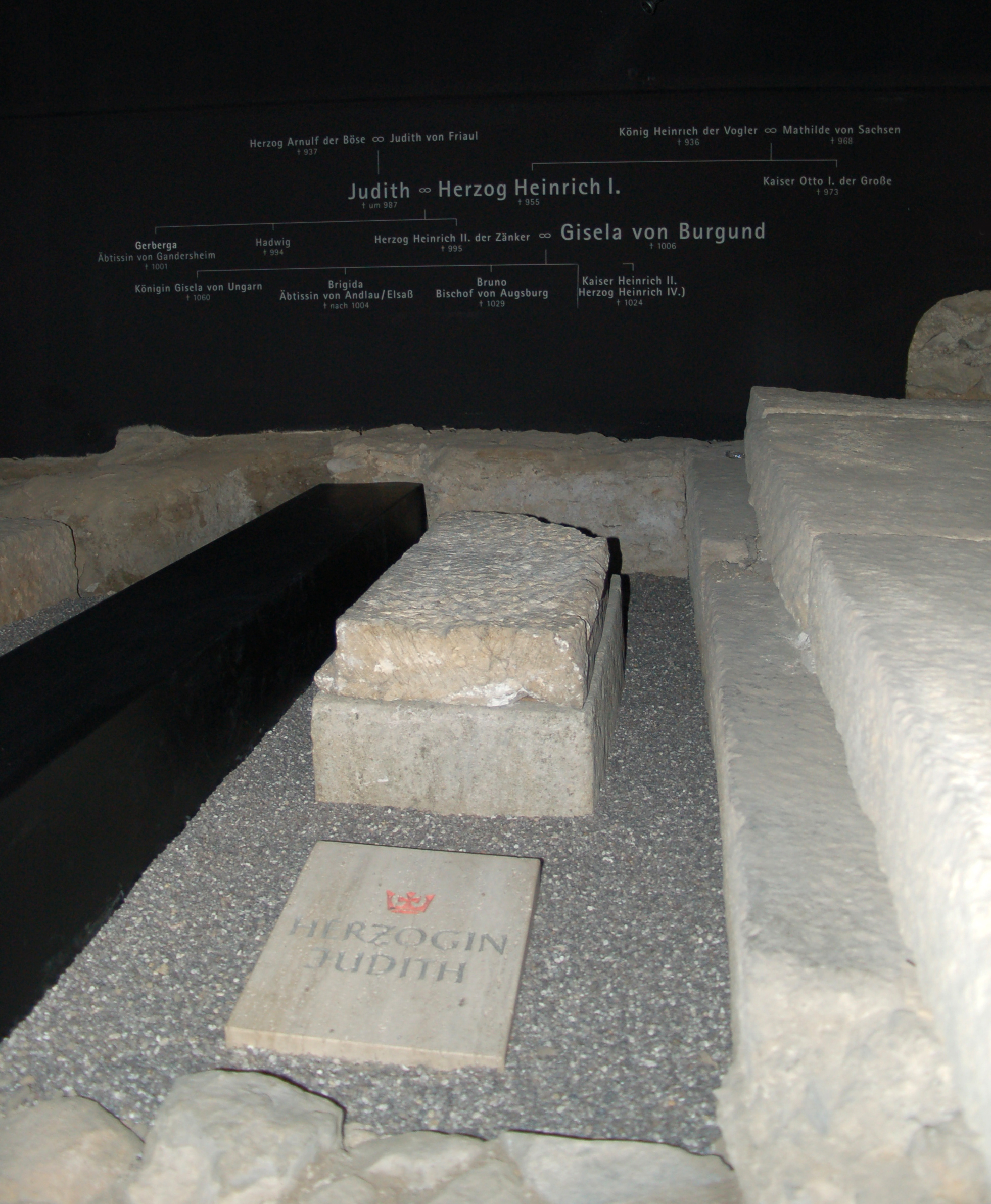
1963/68 entdecktes Grab der Herzogin Judith von Bayern

## Ausstattung
Die Niedermünsterkirche wird durch ein Außenportal betreten, das zunächst in die Vorhalle führt. Dieses Außenportal ist reich ausgeschmückt und steht damit in einem gewissen Gegensatz zur ansonsten sehr schlichten Fassade. Gekrönt ist das Portal von einer Darstellung Mariens als „Patrona Bavariae“, angebracht 1621 durch die damalige Äbtissin des Frauenstiftes Niedermünster Anna Maria von Salis. Der Innenraum ist außergewöhnlich schlicht gehalten. Die ursprüngliche flache Holzdecke wurde später durch Gewölbe ersetzt. Ältere Dekorationsphasen stellen Grau-in-Grau-Malereien dar (Grisaillen). Um 1730 entstand darüber Rahmenstuck. Rechts unter der Orgelempore steht die Tumba für Herzogin Judith, die als Stifterin des Niedermünster Damenstifts gilt. An der linken Seite findet sich der römische Sarkophag mit den bei Ausgrabungen zwischen 1963 und 1968 gefundenen Gebeinen der Judith. Im nördlichen Seitenschiff finden sich Heiligengräber, die mit einem Ziborium überbaut sind. Hier ruhen Bischof Erhard und Albert von Cashel.

Der Hochaltar wurde um 1763 nach einem Entwurf von Jakob Mösl errichtet. Er ist aus grauem und rotem Salzburger Marmor gearbeitet und wurde von Lorenz Wieser ausgeführt. Das ursprüngliche Altarbild stammte von Johann B. Durach und zeigte die Himmelfahrt Mariens mit den 12 Aposteln. Es ist verschollen. Der Volksaltar wurde von 1998 von Friedrich Koller geschaffen.

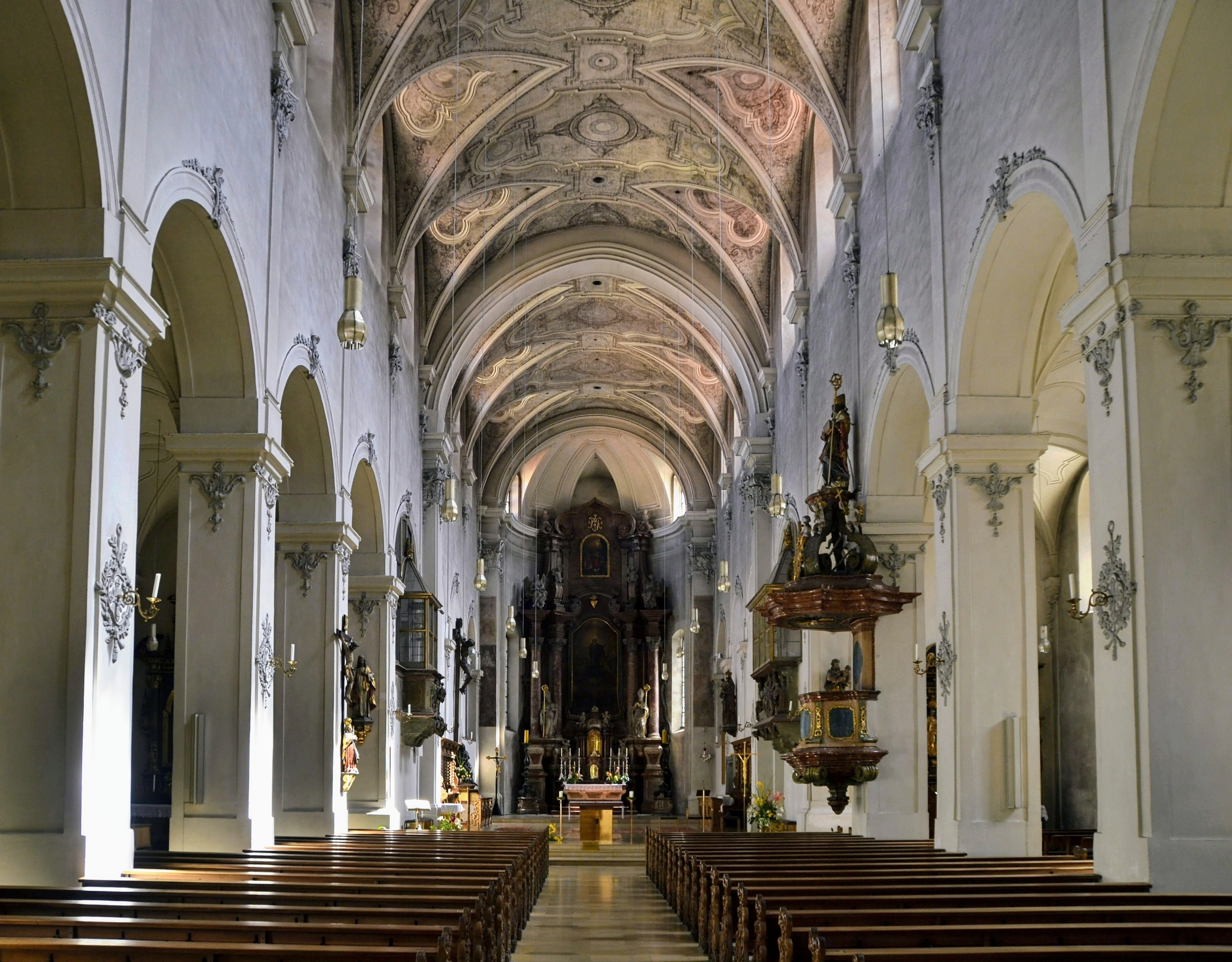
Kirchenschiff
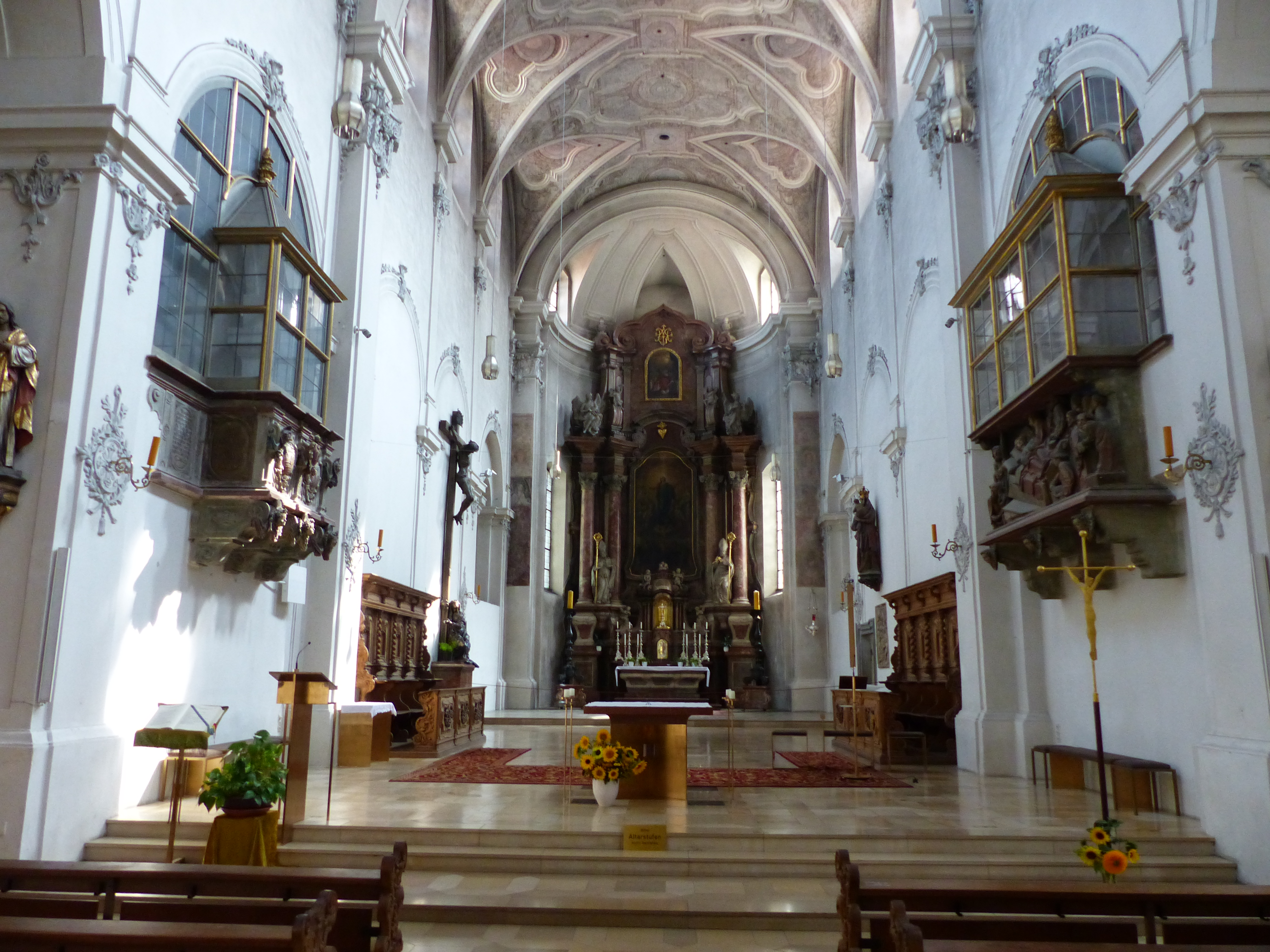
Apsis mit Hochaltar

## Orgel
Die Orgel der Niedermünsterkirche ist ein Werk von Guido Nenninger aus dem Jahr 1980. Er baute sie in das historische Gehäuse einer Orgel von Johann Konrad Brandenstein aus dem Jahr 1757 ein. Das Instrument hat 33 Register auf zwei Manualen und Pedal. 16 Register wurden von der Vorgängerorgel von Binder & Siemann aus dem Jahr 1895 übernommen. Die Disposition lautet:
| I Hauptwerk C–g3 |       |       |
| Bourdon          | 16′   | (alt) |
| Principal        | 8′    | (alt) |
| Tibia            | 8′    | (alt) |
| Viola di Gamba   | 8′    | (alt) |
| Oktav            | 4′    |       |
| Rohrflöte        | 4′    | (alt) |
| Gemshorn         | 4′    |       |
| Superoktav       | 2′    |       |
| Cornettino III   | 2 ⁄3′ |       |
| Mixtur major IV  | 1 ⁄3′ |       |
| Mixtur minor III | 1⁄3′  |       |

| II Schwellwerk C–g3 |       |       |
| Gedeckt             | 8′    | (alt) |
| Salicional          | 8′    | (alt) |
| Vox coelestis       | 8′    | (alt) |
| Prinzipal           | 4′    |       |
| Traversflöte        | 4′    | (alt) |
| Waldflöte           | 2′    | (alt) |
| Septenhörnle III    | 1 ⁄3′ |       |
| Scharff IV          | 1′    |       |
| Terzzimbel III      | 1⁄5′  |       |
| Holzdulcian         | 16′   |       |
| Clarinette          | 8′    | (alt) |
| Clairon             | 4′    |       |
| Tremulant           |       |       |

| Pedal C–f1    |          |       |
| Prinzipalbaß  | 16′      | (alt) |
| Subbaß        | 16′      | (alt) |
| Oktavbaß      | 8′       | (alt) |
| Hohlflöte     | 8′       | (alt) |
| Choralbaß     | 4′+1 ⁄3′ |       |
| Baßflöte      | 4′       | (alt) |
| Rauschwerk IV | 2 ⁄3′    |       |
| Posaune       | 16′      |       |
| Fagott        | 8′       |       |

- Koppeln: II/I, I/P, II/P
- Bemerkungen: Schleiflade, mechanische Spiel- und Registertraktur, Spielschrank

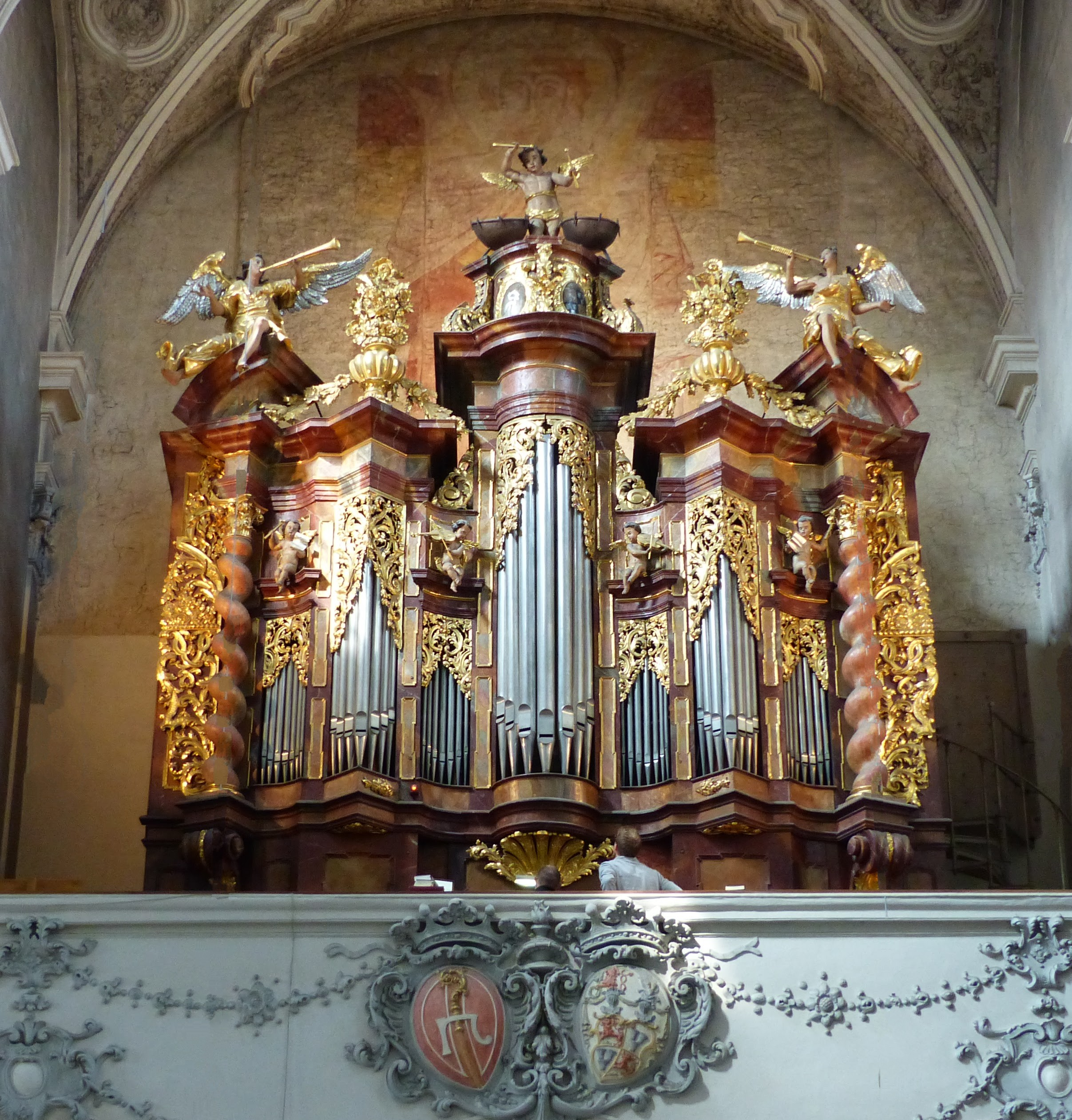
Nenninger-Orgel im Barockgehäuse
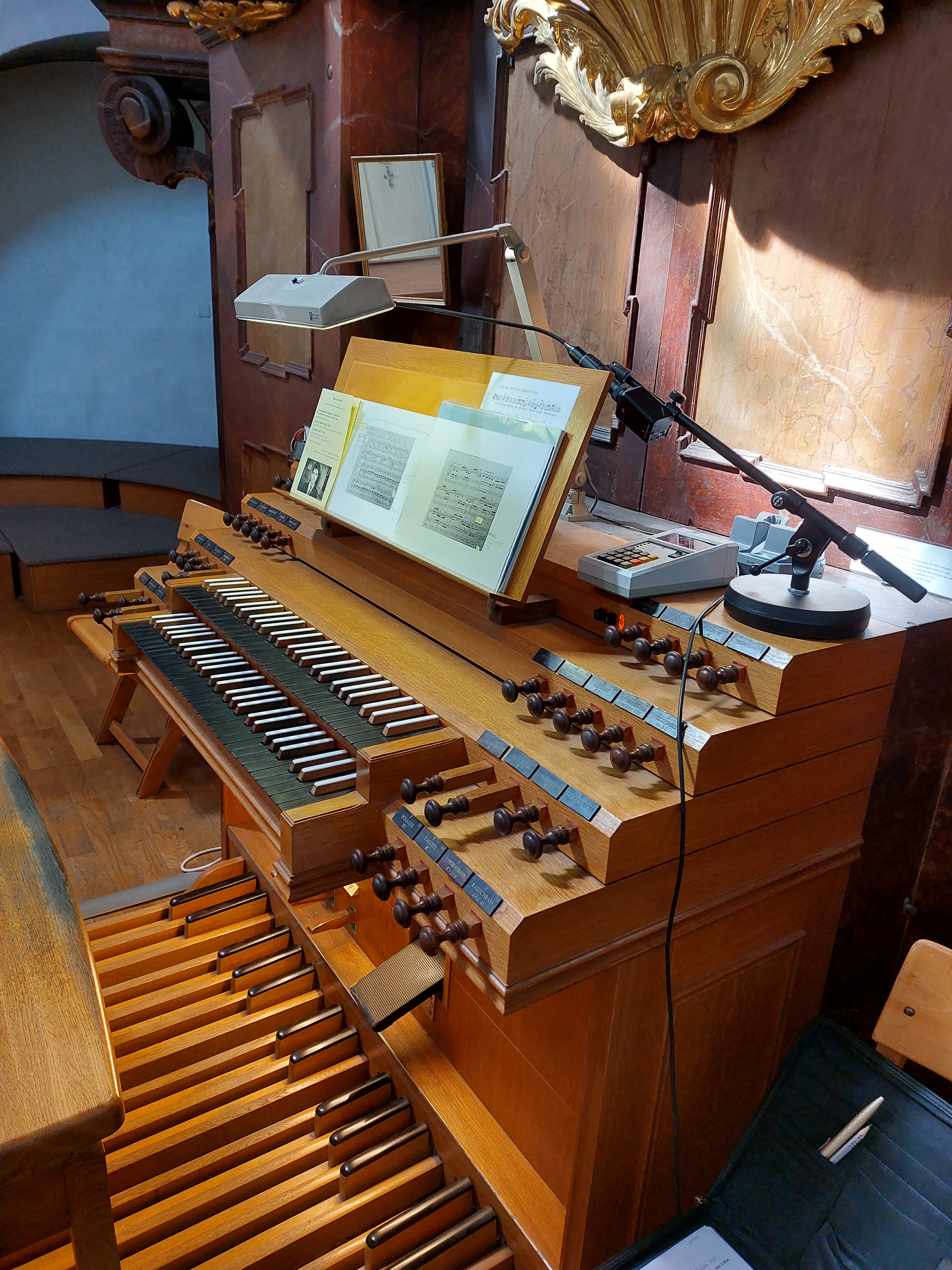
Spieltisch der Orgel

## Glocken
Ein vierstimmiges Glockengeläut ist auf die beiden Kirchtürme verteilt. Von den vier Glocken mussten drei während des Zweiten Weltkriegs zur Rüstungsproduktion abgeliefert werden, nur die kleinste blieb in der Kirche. Zwei der beschlagnahmten Glocken gingen verloren, die größte entging der Vernichtung und wurde auf dem so genannten Hamburger Glockenfriedhof wiedergefunden. Sie fand ihren Platz wieder neben der kleinsten Glocke im Südturm der Kirche. Die fehlenden beiden Glocken aus dem Nordturm wurden 1959 durch Neugüsse in der Glockengießerei Hamm-Hofweber ersetzt. Alle Glocken wurden in Regensburg gegossen. Sie erklingen im Idealquartett: cis’–e’–fis’–a’. 
| Glocke | Name             | Gussjahr | Gießer                | Durchmesser | Schlagton |
| ------ | ---------------- | -------- | --------------------- | ----------- | --------- |
| 1      | Antoniusglocke   | 1883     | Joseph Anton Spannagl | 1420 mm     | cis’      |
| 2      | Marienglocke     | 1959     | Georg Hofweber        | 1239 mm     | e’        |
| 3      | Erhardsglocke    | 1883     | Georg Hofweber        | 1098 mm     | fis’      |
| 4      | Sebastiansglocke | 1893     | Joseph Anton Spannagl | 0850 mm     | a’        |